# موسيقى السول
موسيقى السول (غالبًا ما يُشار إليها بالسول) هي نوع موسيقي نُظم في المجتمع الأفريقي الأمريكي في الولايات المتحدة الأمريكية في خمسينيات وأوائل ستينيات القرن العشرين. تجمع بين عناصر الغوسبل الأفريقي الأمريكي وموسيقى الريذم أند بلوز والجاز. أصبحت موسيقا السول شائعةً للرقص والاستماع في الولايات المتحدة، حيث ظهر تأثير شركات التسجيل مثل موتاون وأتلانتيك وستاكس خلال حركة الحقوق المدنية. انتشرت شعبية موسيقا السول حول العالم، وأثرت بشكل مباشر على موسيقا الروك والموسيقا الأفريقية.
بالاستناد إلى الصالة الفخرية للروك آند رول، السول هي «الموسيقا التي نتجت عن التجربة السوداء في أمريكا من خلال تحويل الغوسبل والريذم آند بلوز إلى نوع من الشهادات العلمانية والفانك». تُعد الإيقاعات الجذابة، التي يُضغط عليها بصفقات اليد وحركات الجسد الارتجالية ميزةً من ميزات السول. تشمل السمات الأخرى الدعوة والاستجابة بين المغني الرئيسي والكورس والصوت الغنائي الحاد. يستخدم النمط أحيانًا إضافات ارتجالية ودورات وأصواتًا ملحقة. تعكس موسيقا السول الهوية الأفريقية الأمريكية وتؤكد على أهمية الثقافة الأفريقية الأمريكية. أدى الوعي الأفريقي الأمريكي الجديد إلى ظهور أنماط جديدة من الموسيقا، التي زرعت الفخر لدى العرق الأسود.
سيطرت موسيقا السول على قوائم آر آند بي الأمريكية في ستينيات القرن العشرين، وتخطت العديد من التسجيلات لتصل إلى قوائم البوب في كل من بريطانيا والولايات المتحدة وأماكن أخرى. بحلول عام 1968، بدأ نوع موسيقا السول بالتجزؤ. طور بعض فناني السول موسيقا الفانك، بينما طور مغنيون ومجموعات أخرى أنواعًا أكثر تعقيدًا وبراعةً، وقد حملت وعيًا سياسيًا في بعض الحالات. بحلول أوائل السبعينيات، تأثرت موسيقا السول بالروك السايكدلي وأنواع أخرى، ما نتج عنه ظهور السول السايكدلية. شهدت الولايات المتحدة تطوير موسيقا النيو سول في عام 1994 تقريبًا. توجد أيضًا العديد من الفروع والأنواع الموسيقية الفرعية لموسيقا السول.
تشمل الأنواع الفرعية المفتاحية لموسيقا السول نمط الديترويت (موتاون)، وهو نمط إيقاعي مرتبط بالبوب؛ والديب سول والساوثرن سول، وهي أنماط حيوية محفزة تدمج آر آند بي مع أصوات موسيقا الغوسبل الجنوبية، وممفيس سول، وهو نمط حماسي براق؛ ونيو أورلينز سول، الذي ظهر عن نمط الريذم آند بلوز؛ وشيكاغو سول، وهو صوت أخف متأثر بالغوسبل؛ وفيلاديفيا سول، عبارة عن صوت أوركسترالي غني مع صوتيات تعتمد الدو-ووب؛ بالإضافة إلى السول السايكدلي، وهو دمج السول مع الروك السايكدلي.

## الأصول

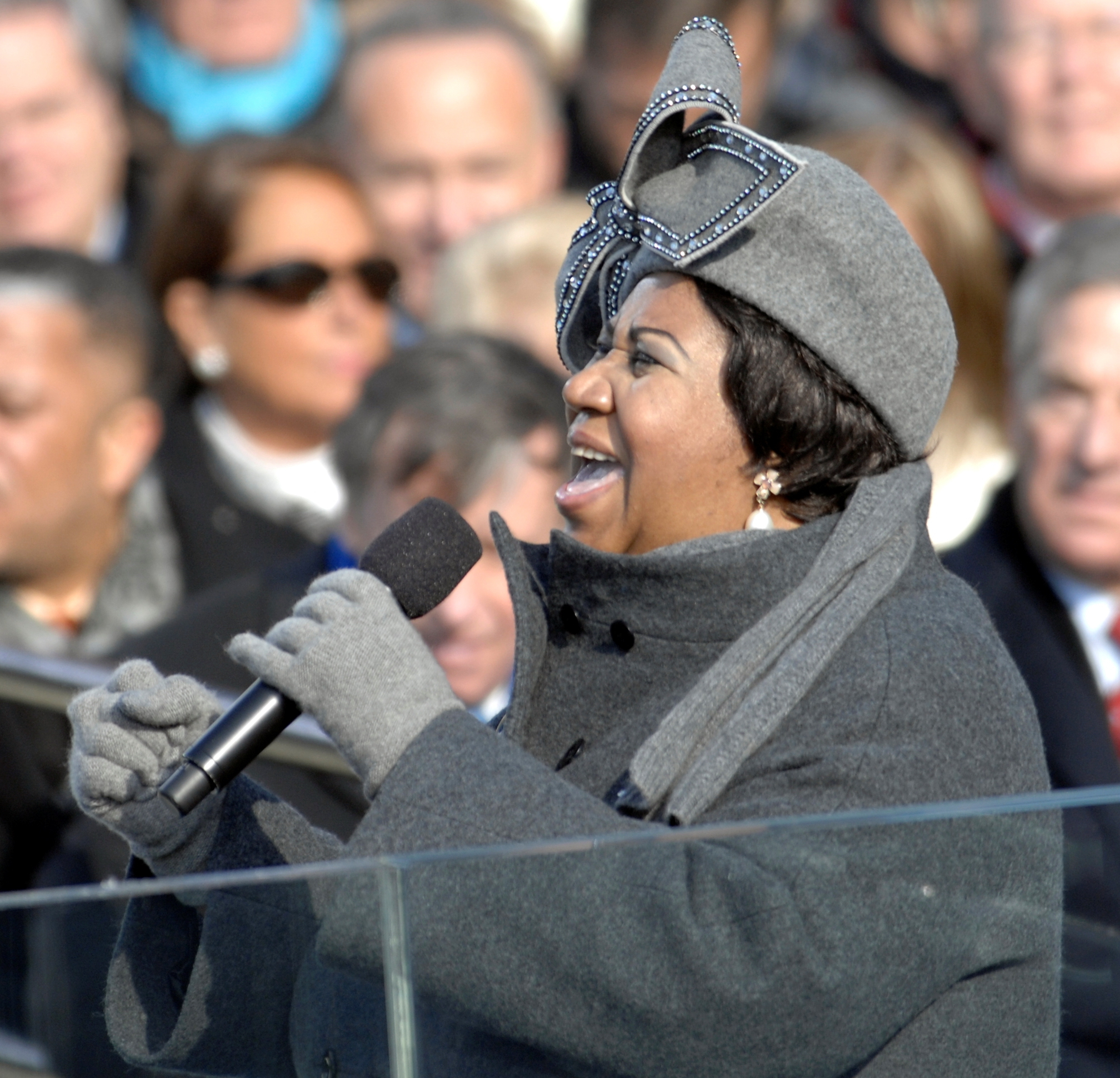
أريثا فرانكلين تغني "My Country 'Tis Of Thee'" في مبنى الكابيتول الأمريكي خلال حفل تنصيب الرئيس السادس والخمسين في واشنطن العاصمة، في 20 يناير 2009.

تمتد جذور موسيقا السول عميقًا في موسيقا الغوسبل الأفريقية الأمريكية التقليدية والريذم آند بلوز وكذلك التهجين بين نمطيهما العلماني والديني –في التوزيع الموسيقي والمحتوى الغنائي على حد سواء- الذي بدأ في خمسينيات القرن العشرين. استُخدم مصطلح «السول» بين الموسيقيين الأفريقيين الأمريكيين لتعزيز الشعور الأفريقي الأمريكي في الولايات المتحدة. وفقًا لعالم الموسيقا باري هانسن،
رغم أن هذا التهجين قد أنتج مجموعة من الأغاني الناجحة في سوق الآر آند بي في أوائل الخمسينيات، إلا أن المعجبين البيض الأكثر مغامرةً فقط شعروا بتأثيرها في ذلك الوقت، كان على البقية الانتظار حتى ظهور موسيقا السول في الستينيات ليشعروا باندفاع نمط الغوسبل الغنائي الخاص بالروك آند رول.
وفقًا إلى «أوول ميوزك»، «نتجت موسيقا السول عن تمدن وتتجير الريذم آند بلوز في الستينيات»، وُثقت عبارة «موسيقا السول» بحد ذاتها، التي تشير إلى موسيقا نمط الغوسبل المترافقة مع كلمات غنائية علمانية، في عام 1961. ارتبط مصطلح «سول» في اللغة العامية لدى الأفريقيين الأمريكيين بالثقافة والفخر الأفريقي الأمريكي. استخدمت مجموعات الغوسبل في الأربعينيات والخميسنيات المصطلح أحيانًا كجزء من اسمها. أصبح نمط الجاز الذي نُظم عن الغوسبل معروف باسم السول جاز. مع بدء استخدام المغنيين والمنظمين لتقنيات الغوسبل والسول جاز في الموسيقا الشعبية الأفريقية الأمريكية خلال ستينيات القرن العشرين، تحولت موسيقا السول تدريجيًا إلى مصطلح شامل للموسيقا الشعبية الأفريقية الأمريكية في ذلك الوقت.
شمل المبدعون البارزون، الذين شاركت تسجيلاتهم في خمسينيات القرن العشرين في نهوض موسيقا السول، كلًا من كلايد ماكفتر وهانك بالارد وإيتا جيمس. غالبًا ما يُشار إلى راي تشارلز بأنه من روّج موسيقا السول عبر سلسلة من أغانيه الشهيرة، ابتداءً بأغنيته «حصلت على امرأة» في عام 1954. ذكره المغني بوبي ووماك بقوله، «كان راي عبقريًا. لقد حوّل العالم إلى موسيقا السول». كان تشارلز منفتحًا للاعتراف بتأثير مغني مجموعة بيلغريم ترافليرز جيسي ويتاكر على أسلوبه الغنائي.
كان كل من ليتل ريتشارد، الذي ألهم أوتيس ريدينغ، وجيمس براون مؤثرين على حد سواء. أُطلق لقب «الأب الروحي لموسيقا السول» على براون، وأعلن ريتشارد نفسه على أنه «ملك الروكين والرولين، والريذم آند بلوز سولين»، إذ جسدت موسيقاه عناصر الأنواع الثلاثة، وقد ألهم فناني الأنواع الثلاثة.
يُعرف سام كوك وجاكي ويلسون بدورهما في أسلاف السول. اشتُهر كوك بكونه المغني الرئيسي لمجموعة الغوسبل ذا سول ستيررز، قبل أن ينتقل بشكل جدلي إلى الموسيقا العلمانية. أشعلت أغنيته «أرسلتني» في عام 1957 فتيل مهنته الناجحة في موسيقا البوب. علاوةً على ذلك، وُصفت أغنيته «أحضره للمنزل لي» في عام 1962 بأنها «ربما أول تسجيل استطاع تحديد تجربة السول». حقق جاكي ويلسون، الذي عاصر كلًا من كوك وجيمس براون، بدوره نجاحًا في موسيقا الكروس أوفر، على وجه الخصوص في أغنيته «ريت بوتيت» في عام 1957. وقد كان مؤثرًا بعروضه وتقديمه الدرامي على وجه الخصوص.

## التأثير الاجتماعي

### أمريكيون غير سود في موسيقا السول
كان تأثير موسيقا السول متشعبًا؛ تأثر الفنانون المحليون غير السود والفنانون العالميون بموسيقا السول على حد السواء. تعد موسيقا البريتيش سول ونورثرن سول التي أنتجها الدي جي في النوادي الليلية، مثالًا عن التطورات اللاحقة التي تأثرت بموسيقا السول.
أُدخلت العديد من المصطلحات، مثل «بلو-آيد سول»، وهي موسيقا السول أو الآر آند بي التي يؤديها فنانون من العرق الأبيض. تطور معنى بلو-آيد سول على مر العقود. ارتبط المصطلح في الأصل مع فناني منتصف الستينيات البيض الذين قدموا موسيقا السول والآر آند بي بشكل مشابه لتلك التي ظهرت بواسطة تسجيلات موتاون وستاكس. كان كل من ذا رايتشس برازرز، وذا راسكالس، ومجموعة سبنسر دافيس، وستيف وينوود، وفان موريسن آند ذيم وغراس روتس موسيقيين بلو آيد سول بارزين في ستينيات القرن العشرين. استمر استخدام المصطلح في سبعينيات وثمانيات القرن العشرين، بشكل خاص من قبل الإعلام البريطاني للإشارة إلى الجيل الجديد من المغنيين الذين تبنوا عناصر أصوات موتاون وستاكس. على نطاق أصغر، استُخدم المصطلح على مغنيي الأنواع الأخرى المتأثرة بموسيقا السول. يُعرف فنانون مثل هول آند أوتس، وديفيد بوي، وتينا ماري، وهاميلتون، وجوي فرانك آند راينولدز، وفرانكي فالي، وكريستينا أغيليرا، وإيمي واينهاوس وأديل بفناني بلو-آيد سول.
مصطلح آخر هو براون-آيد سول، أو موسيقا السول أو الآر آند بي التي أنتجها اللاتينيون في كاليفورنيا الجنوبية بشكل رئيسي خلال الستينيات والتي استمرت خلال أوائل سبعينيات القرن العشرين. استُلهم نوع موسيقا السول أحيانًا من الموسيقا اللاتينية، وغالبًا ما احتوى على تأثيرات من موسيقا الروك. يتناقض هذا مع بلو-آيد سول، ومع موسيقا السول التي يؤديها فنانون بيض من أصل غير لاتيني. يُعتبر ريتشي فالنس واحدًا من الرواد الأصليين لموسيقا براون-آيد سول، الذي أصبح أيضًا أحد أوائل فناني البروان-آيد سول الذين أدخلوا تأثيرات الموسيقا اللاتينية التقليدية والروك آند رول على النوع. ظهرت مجموعات لاتينية على الساحل الشرقي والغربي من فيلاديفيا سول المتأثرة بالفانك، أو «فيلي» سول. استمر مسرح موسيقا الروك اللاتيني للساحل الغربي في التأثير على فناني بروان-آيد سول. ملهمةً بفالنز، عزفت فرق الستينيات والسبعينيات مثل كانيبال آند ذا هيدهانترز «أرض الألف رقصة» وذي ميدنايترز موسيقا براون-آيد آر آند بي في إطار روك آند رول متمرد. استمد العديد من هؤلاء الفنانين صورًا من الفرات روك والغراج روك. ومع ذلك، بدأت نسبة السكان اللاتينيين الكبيرة على الساحل الغربي تدريجيًا بالانتقال إلى الرومانيك سول بعيدًا عن آر آند بي الحيوية، نتج عن هذا «حفنة من أجمل موسيقا السول المسموعة خلال أواخر الستينيات والسبعينيات».